# الین‌وود (پنسیلوانیا)
الین‌وود، پنسیلوانیا (به انگلیسی: Allenwood, Pennsylvania) یک منطقهٔ مسکونی در ایالات متحده آمریکا است که در پنسیلوانیا واقع شده‌است.

## خصوصیات
الین‌وود ۳۲۱ نفر جمعیت دارد و ۱۵۰٫۸۸ متر بالاتر از سطح دریا واقع شده‌است.